# 20731 Mothédiniz
20731 Mothédiniz è un asteroide della fascia principale. Scoperto nel 1999, presenta un'orbita caratterizzata da un semiasse maggiore pari a 3,0098049 UA e da un'eccentricità di 0,0841491, inclinata di 10,23230° rispetto all'eclittica.